# Quixico
Quixico é uma comuna angolana. Pertence ao município de Nambuangongo, na província do Bengo.